# Newbiggin (Dacre)
Newbiggin – osada w Anglii, w hrabstwie Kumbrii, w dystrykcie (unitary authority) Westmorland and Furness, w civil parish Dacre. Leży 4,7 km od miasta Penrith, 27,4 km od miasta Carlisle i 394,4 km od Londynu.
W 1841 miejscowość liczyła 341 mieszkańców.